# ダラン・ノリス
ダラン・ノリス（Daran Norris、1964年11月1日 -）は、アメリカ合衆国の俳優、声優。ワシントン州ファーンデイル出身。1983年にフェーンデールハイスクールを卒業。妻は声優・音響監督のメアリー・エリザベス・マクグリン。

## 出演作品

### テレビアニメ
1997年
- ストリートファイターII V（ナレーター）※マンガ・エンターテイメント版

1998年
- Oh Yeah! カートゥーンズ（ティミーのパパ、コズモ、ジョウゲン、ナレーター（8話Cパート）、他）
- ふしぎ遊戯（翼宿）

1999年
- カウボーイ・ビバップ（アンディ・フォン・デ・オニアテ、モーガン、ヴィンセント・ボラージュ）
- 北斗の拳（レイ）
- デュアル!ぱられルンルン物語
- バトルアスリーテス大運動会

2001年
- Oops!フェアリーペアレンツ（ティミーのパパ、コズモ、ジョウゲン、アンチコズモ、他）
- ゲートキーパーズ（糸井）
- タイム・スクワッド（アナウンサー、Davey Crocket, Franklin D. Roosevelt、切り裂きジャック、Joseph Stalin, Louie Pasteur, Master of Ceremonies, Phileander Knox / Vampire, Samuel Adams, Simon, Soldier, Turkey Guy, William Shakespear, Winston Churchill, XJ5、他）
- トランスフォーマー：ロボッツ・イン・ディスガイズ（ヘヴィロード）
- ドラゴンボールZ（コルド大王）
- Hello!オズワルド（エグバード）
- パワーパフガールズ（デレク）
- 六門天外モンコレナイト（ザッハ）

2002年
- 風まかせ月影蘭（男）
- KND ハチャメチャ大作戦（スパンキュロット伯爵）
- サムライジャック（マックス）
- ジミー・ニュートロン 僕は天才発明家!（ナノボット1）
- デジモンフロンティア（マーキュリモン）
- パワーパフガールズ（ラジオアナウンサー）

2003年
- KND ハチャメチャ大作戦（DJ）
- サムライジャック（キャプテン、ジェントルマン）
- スター・ウォーズ クローン大戦（ダージ）
- デクスターズラボ（TVアナウンサー、男3）
- ルパン三世（マイヤー）

2004年
- KND ハチャメチャ大作戦（アイスクリーム・マン）
- 攻殻機動隊 STAND ALONE COMPLEX（NANAO-A）
- ザ・ジミー・ティミー・パワー・アワー（ティミーのパパ、コズモ、ジョウゲン）
- スター・ウォーズ クローン大戦（キ＝アディ＝ムンディ）
- Megas XLR（VJアナウンサー）

2005年
- アバター 伝説の少年アン
- アメリカン・ダッド（ジャック・スミス）
- 攻殻機動隊 S.A.C. 2nd GIG
- ザ・バットマン（バーネット）
- The Life and Times of Juniper Lee （スティーブン・ザ・サンドマン、他）
- スター・ウォーズ クローン大戦（イーヴン・ピール）
- ダック・ドジャース（サイボーグ1）

2006年
- アメリカン・ドラゴン
- ウィッチ -W.I.T.C.H.-（タイナー）
- クラス・オブ・ミュージック!（サリエリ）
- KND ハチャメチャ大作戦（レポーター）
- KND ハチャメチャ大作戦 オペレーションZ.E.R.O（スパンキュロット伯爵）
- ザ・ジミー・ティミー・パワー・アワー2 When Nerds Collide（ティミーのパパ、コズモ、ジョウゲン、アンチコズモ）
- ザ・ジミー・ティミー・パワー・アワー3 The Jerkinators（ティミーのパパ、コズモ）
- ザ・リプレイス 大人とりかえ作戦（リチャード"ディック"ディアリング）
- フォスターズ・ホーム（イマジナリー・マン）
- ブランディ アンド Mr.ウィスカーズ
- ベン10（ダイアモンドヘッド、フォーアームズ（いずれも女性型））

2007年
- エル・タイガー・ザ・アドベンチャー・オブ・マニー・リヴェラ（Mr.アベス、他）
- チャウダー （バブル・ガム・ベンダー）

2008年
- スペクタキュラー・スパイダーマン（J・ジョナ・ジェイムソン、ジョン・ジェイムソン、ミステリオ）

2011年
- 超ロボット生命体 トランスフォーマー プライム（ノックアウト）（日本名はメディックノックアウト）

2013年
- TIGER & BUNNY（マリオ、アレキサンダー・ロイズ）

### 劇場アニメ
1993年
- 11人いる!（医者）

2000年
- ダイナソー
- ルパン三世 カリオストロの城※マンガ・エンターテイメント版

2001年
- ああっ女神さまっ（大滝）

2002年
- カウボーイ・ビバップ 天国への扉（ヴィンセント・ボラージュ）

2003年
- WXIII 機動警察パトレイバー（後藤喜一）
- リトル・ポーラ・ベア/しろくまラルス 新しい冒険
- ミニパト（後藤喜一）

2005年
- ハウルの動く城※ノンクレジット

2007年
- 劇場版 NARUTO -ナルト- 大活劇!雪姫忍法帖だってばよ!!（浅間三太夫）

2008年
- ボルト（ルイ）

2013年
- 劇場版 TIGER & BUNNY -The Beginning-（マリオ、アレキサンダー・ロイズ）

### OVA
1993年
- 帝都物語

1996年
- ジャイアントロボ THE ANIMATION -地球が静止する日（白昼の残月）※VHS版
- 楽勝!ハイパードール（藤堂警部）

1998年
- BASTARD!! -暗黒の破壊神-（ダーク・シュナイダー）

1999年
- 機動戦士ガンダム0083 STARDUST MEMORY（チャップ・アデル、ナレーター）

2000年
- ふしぎ遊戯（翼宿）
- ふしぎ遊戯2（翼宿）

2001年
- 機動戦士ガンダム 第08MS小隊（ユーリ・ケラーネ）

2002年
- ふしぎ遊戯 永光伝（翼宿）

### 映画
1988年
- ゴブリン/プチ魔獣の逆襲（クラブのM.C.）
- バイス・アカデミー/LA風俗最前線（ジョン）

2001年
- イン・ザ・ベッドルーム（レッド・ソックスレポーター）

2003年
- ハットしてキャット（アナウンサー）

2004年
- チーム★アメリカ/ワールドポリス（スポッツウッドの声）

2006年
- モテる男のコロし方（予告編ナレーション）

### オリジナルビデオ
1998年
- インビジブル ダッド （アンドリュー・ベイリー）

2004年
- コミックブック・ザ・ムービー（コマンダー・クラージュ/ブルース・イースリー）

### テレビドラマ
1998年
- V.I.P.（ナレーター） ※ノンクレジット

2004年
- ヴェロニカ・マーズ（クリフ・マコーマック）
- ネッズ・クラシファイド・スクール・サバイバル・ガイド（ゴーディー）

### テレビ映画
2007年
- ベン10:時との戦い（ダイアモンドヘッドの声）

### ゲーム
- グランディアIII（ロウ・イル）
- GOD HAND（ベルーゼ、大先生）
- 真・三國無双4（呂蒙、龐徳）※ノンクレジット
  - 真・三國無双4 Empires
  - 真・三國無双4 猛将伝
- スター・ウォーズ ナイツ オブ ジ オールド リパブリックII（GO-TO、他）
- スターオーシャン Till the End of Time（ビウィグ） ※ノンクレジット
- スパイダーマン（ヴェノム、ミステリオ、スコーピオン、パニッシャー、ジョニー・ストーム、キャプテン・アメリカ）
  - スパイダーマン2 エンターエレクトロ（ショッカー、サンドマン、パブリック・アドレス、プロフェッサーX）
- スポンジボブとなかまたち（コズモ）
- スポンジボブとなかまたち トイボットのこうげき（コズモ、ジョウゲン）
- Death by Degrees（兵士）※ノンクレジット
- テイルズ オブ シンフォニア Tales of Symphonia（ロディル、シャドウ）
- テイルズ オブ レジェンディア Tales of Legendia（ヴァーツラフ・ボラド）※ノンクレジット
- .hack（ぴろし）
- .hack//G.U.（ぴろし3、サルバドル愛原）
- トランスフォーマー（ラチェット、サンドストーム）
- NARUTO -ナルト- ナルティメットヒーロー（ガトー）
- ニックトゥーンズ・ユナイト!（コズモ、ジョウゲン）
- NINJA GAIDEN 2（嵐のヴォルフ）
- FRONT MISSION4（ディーター・ボッシュ）※ノンクレジット
- 無双OROCHI （呂蒙）※ノンクレジット
- Metal Arms: Glitch in the System（エクサボルト博士）
- ラジアータ ストーリーズ（ジーニアス・ヴァイスハイト ）※ノンクレジット
- ラチェット&クランク4 Ratchet: Deadlocked（ダラス）
- RESISTANCE〜人類没落の日〜（ウィンタース）
- 指輪物語 旅の仲間（アラゴルン）
- Codename: Kids Next Door Op. VIDEOGAME（スパンキュロット伯爵）
- The Fairly OddParents: Breakin' Da Rules（ティミーのパパ、コズモ, ジョウゲン, クリムゾン・アーゴ, Comic Book Anchorman）
- The Fairly OddParents: Shadow Showdown（ティミーのパパ、コズモ, ジョウゲン, クリムゾン・アーゴ, Mr. Turner's Robot）

### CM
2011年
- バーガーキング（ボイスオーバー）

### アトラクション
2011年
- ジミー・ニュートロン ニックトゥーン・ブラスト（コズモ）